# Екологічна зброя

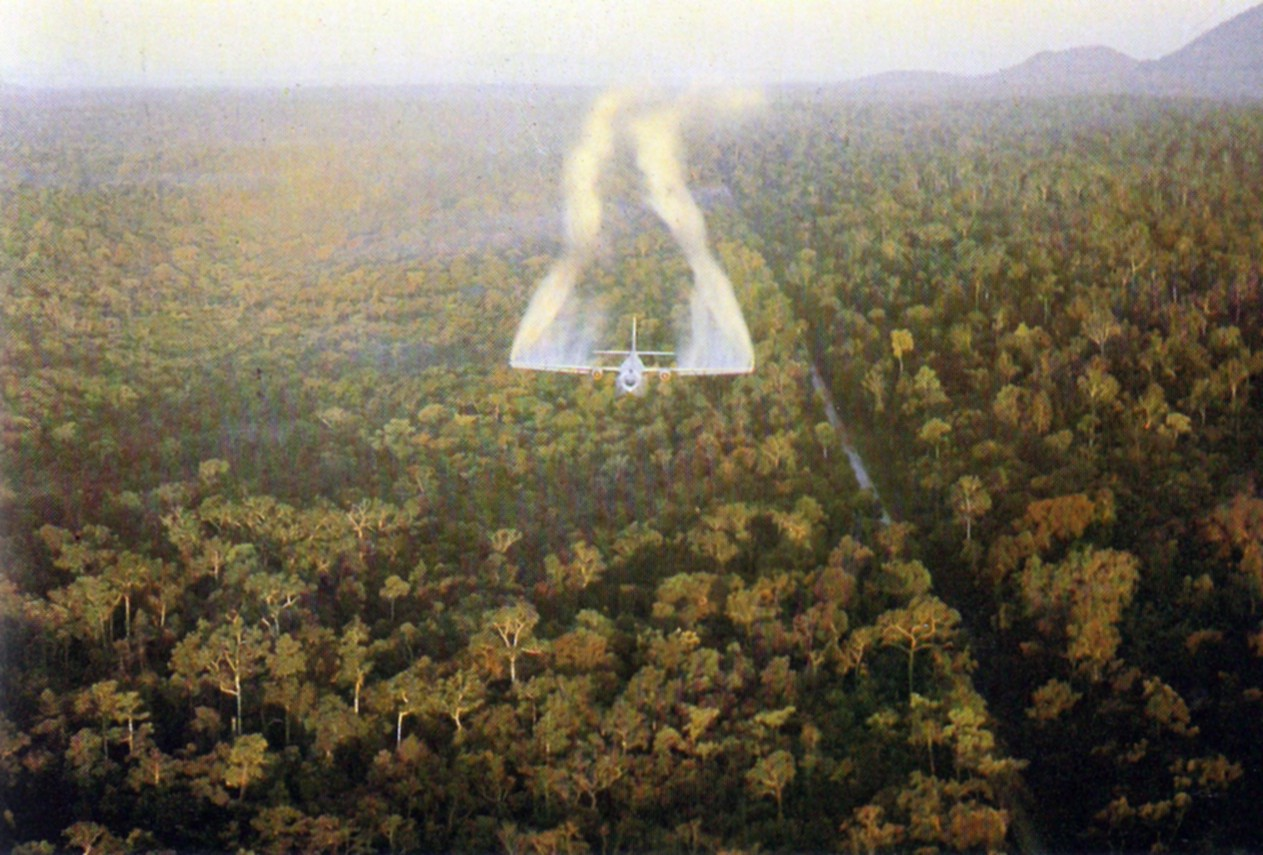
Розпилення дефоліантів з американського літака під час операції «Ranch Hand», 1962 рік

Екологічна зброя або біосферна зброя — один з різновидів геофізичної зброї, вражальним чинником якої є завдання масштабних хіміко-біологічних, термічних або механічних ушкоджень критично важливим елементам середовища проживання противника.

## Опис і загальні положення
З погляду західних військових фахівців середовище проживання противника слід розглядати як сукупність основоположних компонент, якими є біосфера, техносфера та інфосфера. Екологічна зброя спочатку замислюється для завдання удару по ключових сегментах біосфери, ресурси якої обмежені, не завжди поновлювані й мають виняткову важливість для виживання людини як біологічного виду. В цьому плані екологічна зброя потрапляє в розряд засобів масового знищення й нерідко розглядається як один з найнебезпечніших видів озброєнь.
Залучення екологічної зброї може дати результат у вигляді пошкодження посівних площ, пасовищ, лісових масивів, забруднення атмосфери, водойм і ґрунтів. Як засоби доставки хіміко-біологічних агентів (наприклад — фітотоксикантів) можуть застосовуватися розпилювальні агрегати на авіаційних або наземних платформах, термічних засобів — запалювальна зброя, механічних засобів — інженерна техніка, фугасні боєприпаси тощо..
Наслідки застосування екологічної зброї можуть набувати незворотного характеру: внаслідок знищення лісів бідніє флора і фауна, змінюється водний режим, інтенсифікуються ерозійні процеси в родючих ґрунтах, що врешті решт може спричинити несприятливу локальну зміну клімату.
Піонерами в розробці й використанні екологічної зброї стали американські збройні сили під час бойових дій у Південно-Східній Азії в 60-х роках XX століття, які вели екологічну війну у В'єтнамі. За оцінками багатьох експертів у В'єтнамі згубної дії розпилюваних американцями гербіцидів, дефоліантів та десикантів зазнали близько половини всіх лісів і орних земель. Результатом стало заболочування сільськогосподарських угідь і знеліснення значних площ, що зробило місцевий клімат сухішим через порушення природного балансу екосистем. Завданий збиток позначився не лише на сільському й лісовому господарстві країни, але й на здоров'ї місцевого населення.
Надалі коаліційні сили країн НАТО активно застосовували екологічну зброю в Афганістані під приводом знищення плантацій опіумного маку.